# Catinaccio d'Antermoia
Le Catinaccio d'Antermoia (en allemand Kesselkogel, en ladin Ciadenac de Antermoa) est un sommet des Alpes culminant à 3 002 m dans les Dolomites. Il constitue le point culminant du groupe du Catinaccio, en Italie.

## Toponymie
Le toponyme Antermoia remonte à une vieille légende ladine, selon laquelle ce serait le nom d'une jeune fille qui, devant se séparer de son prétendant, aurait rempli de ses larmes le creux qui forme aujourd'hui le lac d'Antermoia, en raison de son chagrin.
Le toponyme Kesselkogel en allemand peut se traduire par « cime du chaudron ».

## Géographie

### Situation
La montagne s'élève à environ 20 km à l'est de Bolzano près de la frontière avec le Trentin, mais le sommet est entièrement dans la province du Tyrol du Sud. Il fait partie du parc naturel Sciliar - Catinaccio.

### Géologie
Le massif des Dolomites, auquel appartient le Catinaccio d'Antermoia, est caractérisé par une abondance de dolomie, roche sédimentaire carbonatée.

## Première ascension
- 31 août 1872 : par Charles Comyns Tucker et Thomas Henry Carson avec le guide Anton Bernard.
- 18 juillet 1914 : pilier sud par Hans Dülfer en solitaire.

## Alpinisme/via ferrata
- Pilier sud : voie Dülfer (TD+)
- Via ferrata en face est et ouest : difficulté facile à moyenne (A/B).

## Accès
- Refuge d'Antermoia (2 497 m).
- Refuge Passo Principe (2 601 m).